# Koning van Azië
Koning van Azië, Oudgrieks: Κύριος της Ασίας, Kýrios tēs Asías, was een titel die Alexander de Grote aannam na de Slag bij Gaugamela in 331 v.Chr.. Zijn opvolgers droegen deze titel ook, maar geen van hen had daadwerkelijke macht, niet in Azië en ook niet in andere delen van het Macedonische Rijk. De werkelijke macht lag in handen van enkele regenten en de opstandige satrapen. Met het uitsterven van de dynastie van Alexander de Grote en de opkomst van de diadochen verdween de titel weer.

## Koningen van Azië
- Alexander de Grote 331 v.Chr. - 323 v.Chr.
- Philippus III 323 v.Chr. - 317 v.Chr.
- Alexander IV 317 v.Chr. - 309 v.Chr.
- Antigonos I 306 v.Chr. - 301 v.Chr.
- Demetrios I 306 v.Chr. - 301 v.Chr.

De telling van Philippus III en Alexander IV is gebaseerd op de lijst van koningen van Macedonië.